# Rok Korošec
Rok Korošec, slovenski kolesar, * 24. november 1993, Kamnik.
Korošec je nekdanji profesionalni kolesar, ki je tekmoval za ekipe Radenska, Amplatz–BMC in Ljubljana Gusto Santic med letoma 2014 in 2020. V letih 2016 in 2018 je zmagal na dirki Grand Prix Cycliste de Gemenc, leta 2017 pa na dirki Trofej Umag. Leta 2016 je bil tretji na državnem prvenstvu v kronometru, leta 2019 pa drugi na dirki Hrvaška–Slovenija.